# Zełene Połe (rejon wołnowaski)
Zełene Połe (ukr. Зелене Поле) – wieś na Ukrainie, w obwodzie donieckim, w rejonie wołnowaskim. W 2001 liczyła 578 mieszkańców. W 2022 roku w wiosce nikt nie mieszkał.